# 兵庫教育大学
兵庫教育大学（ひょうごきょういくだいがく、英語: Hyogo University of Teacher Education）は、兵庫県加東市に本部を置く国立大学。国立大学法人兵庫教育大学によって運営されている。

## 概要
新構想大学うちの一つである。なお，教員養成系（新教育大学）としては他に上越教育大学、鳴門教育大学があり，連合大学院を形成している。
学校教育学部は、主として初等教育教員（小学校の教員）養成のために設置された。幼稚園・中学校・高等学校教員免許および保育士資格の取得も可能。学校教育学部の教員就職率は、10年以上にわたり全国トップクラスである。2018年には、義務教育9年間の学びを見通した教員を養成するため、学校教育学部の課程名称を「初等教育教員養成課程」から「学校教育教員養成課程」に変更した。
大学院学校教育研究科（修士課程・専門職学位課程）は「教員のための大学」として、現職教員の教育・研鑚のために構想・設置された。現職教員の受入れのため、様々な配慮がなされている（世帯用学生寄宿舎、夜間クラス（神戸キャンパス）、長期履修学生制度など）。全国各地から現職教員が数多く学び、主に初等中等教育の実践にかかわる学問を総合的かつ専門的に研究している。
兵庫教育大学を基幹大学として、上越教育大学、岐阜大学、滋賀大学、岡山大学、鳴門教育大学の6大学が連合して運営する大学院連合学校教育学研究科（後期3年のみの博士課程）が置かれている。

## 沿革
- 1971年6月：中央教育審議会「今後における学校教育の総合的な拡充整備のための基本的施策について」答申[5]
- 1975年11月：文部省内に「教員大学院大学創設準備室」を設置（室長 谷口澄夫）
- 1978年6月：兵庫教育大学の設置等を内容とする「国立学校設置法及び国立養護教諭養成所設置法の一部を改正する法律」が成立
- 1978年10月：開学。学校教育学部設置（1982年度から学生受入れ）
- 1980年4月：大学院学校教育研究科（修士課程）設置
- 1996年4月：大学院連合学校教育学研究科設置
- 2000年4月：大学院神戸サテライト設置
- 2004年4月：国立大学法人法の施行に伴い、国立大学法人兵庫教育大学設立。連合大学院大阪サテライト設置
- 2008年4月：大学院学校教育研究科（専門職学位課程）設置
- 2013年4月：神戸サテライトを｢神戸ハーバーランドキャンパス｣に改称
- 2016年4月：大学院連合学校教育学研究科（博士課程）の入学定員を32人に改定
- 2018年4月：学校教育学部の課程名称を「学校教育教員養成課程」に変更
- 2019年4月：大学院連合学校教育学研究科の構成大学をこれまでの4大学から岐阜大学及び滋賀大学を加えた6大学に拡充し，入学定員を36人に改定
- 2023年4月：神⼾ハーバーランドキャンパスの名称を「神⼾キャンパス」に変更

## 教育および研究

### 学校教育学部
- 学校教育教員養成課程（定員160名）：学位「学士（学校教育学）」[7]

### 大学院学校教育研究科
- 修士課程（2専攻：定員145名）：学位「修士（学校教育学）」[8]
  - 人間発達教育専攻
  - 特別支援教育専攻
- 専門職学位課程（教職大学院）（1専攻：定員155名）：専門職学位「教職修士（専門職）」[9]
  - 教育実践高度化専攻：教職大学院では、実践的指導力を育成するため、200を超える兵庫県内の連携協力校や現職教員の現任校において、質の高い実践的な実習を行っている。[10][11]

### 連合学校教育学研究科
- 博士課程（3専攻：定員36名）、構成大学：兵庫教育大学、上越教育大学、岐阜大学、滋賀大学、鳴門教育大学、岡山大学
  - 学校教育実践学専攻
  - 先端課題実践開発専攻
  - 教科教育実践学専攻

### 附属機関
- 附属図書館
  - 教材文化資料館
- 先端教職課程カリキュラム開発センター
- 教員養成・研修高度化センター
  - 教員養成・研修デザインコア
  - 教育実習総合センター
  - 教職キャリア開発センター
  - 社会連携センター
  - 修了生・卒業生連携センター
  - 道徳教育研究開発センター
- 発達心理臨床研究センター
- 情報処理センター
- 保健管理センター
- グローバル教育センター

### 附属学校園
- 兵庫教育大学附属幼稚園
- 兵庫教育大学附属小学校
- 兵庫教育大学附属中学校

## 交流協定大学等
- 中国
  - 海南師範大学 (2000.5.19)
  - 華南師範大学 (2000.5.19)
  - 湖南理工学院 (2001.12.21)
  - 浙江師範大学 (2008.10.27)
  - 寧波大学 (2012.7.18)
  - 東北師範大学 (2015.4.2)
  - 北京師範大学 (2019.6.10)
- 韓国
  - ソウル教育大学校 (1991.3.29)
  - 大邱教育大学校 (1991.4.1)
  - 京仁教育大学校 (2007.5.4)
  - 全州教育大学校 (2011.12.20)
  - 公州大学校 (2019.2.19)
- 台湾
  - 屏東大学 (2008.8.15)
  - 台中教育大学 (2011.12.20)
  - 国立台北教育大学 (2012.11.23)
  - 高雄師範大学 (2017.12.27)
  - 實踐大学 (2018.7.18)
- ベトナム
  - バリア・ブンタウ教員養成大学 (2012.4.16)
  - ダナン大学 (2017.2.10)
- タイ王国
  - ピブンソングラム地域総合大学 (2012.4.26)
  - チュラロンコン大学 (2014.2.28)
- アメリカ合衆国
  - ヴァンダーボルト大学ピーボディ教育学部 (1984.11.30)
  - ウィスコンシン大学オークレア校 (1990.12.20)
- ドイツ
  - ハイデルベルク教育大学 (2014.9.9)
  - ミュンスター大学 (2019.1.16)
- フィンランド
  - ユヴァスキュラ大学 (2015.9.28)
  - ポルヴォー市教育委員会 (2023.8.21)
- その他
  - モンゴル国立教育大学（ モンゴル、2013.12.2）
  - ルツェルン教育大学（ スイス、2014.9.12）
  - カレル大学（ チェコ、2017.5.21）
  - プノンペン教育大学（ カンボジア、2019.4.10）
  - ラトビア大学（ ラトビア、2020.2.12）
  - 放送大学学園（ 日本）[12]

## その他
- 教職等の仕事を終えてから夜間に授業を履修できる「昼夜開講制コース」を敷いている。[13]
- 臨床心理学コース（夜間クラス）は、「臨床心理士」の受験資格（第1種）が得られる大学院として、日本臨床心理士資格認定協会から指定されている。[14]
- 臨床心理学コース（昼間クラス）は、2018年４月から「公認心理師」の受験資格に対応したカリキュラムを開始している。[15]